# ダービーパウリスタ大賞
ダービーパウリスタ大賞（Grande Prêmio Derby Paulista）は、ブラジルのシダーデジャルディン競馬場にて、毎年11月に開催される競馬の競走である。

## 概要
グレード制ではGIに類される。芝2400mで施行され、出走条件は3歳牡馬・牝馬（セン馬は出走不可）。

## 近年の勝ち馬
- 2000年　Expressivo Willie
- 2001年　Roxinho
- 2002年　Guacho
- 2003年　Coquetel
- 2004年　Urodonal
- 2005年　Core Business
- 2006年　Quick Road
- 2007年　Mr. Universo
- 2008年　Negro Da Gaita
- 2009年　Tenarin
- 2010年　Xin Xu Lin
- 2011年　Veraneio
- 2012年　Gober
- 2013年　Fixador
- 2014年  Bonaparte[1]
- 2015年  Reality Bites[2]
- 2016年  Vettori Kin[3]
- 2017年 Galope Americano[4]
- 2018年 Halston[5]
- 2019年 Nao Da Mais[6]
- 2020年 Own Them[7]
- 2021年 Planetario[8]
- 2022年 Karl Marx[9]
- 2023年 Cold Heart[10]
- 2024年 Navio Fantasma[11]